# (2235) Vittore
(2235) Vittore es un asteroide perteneciente al cinturón exterior de asteroides descubierto por Karl Wilhelm Reinmuth el 5 de abril de 1924 desde el Observatorio de Heidelberg-Königstuhl, Alemania.

## Designación y nombre
Vittore fue designado inicialmente como A924 GA.
Posteriormente, en 1980, se nombró por el observatorio italiano de San Vittore, en Bolonia.

## Características orbitales
Vittore está situado a una distancia media del Sol de 3,208 ua, pudiendo alejarse hasta 3,89 ua y acercarse hasta 2,527 ua. Tiene una excentricidad de 0,2125 y una inclinación orbital de 18,77 grados. Emplea en completar una órbita alrededor del Sol 2099 días.

## Características físicas
La magnitud absoluta de Vittore es 10,6. Tiene un diámetro de 44,45 km y un periodo de rotación de 32,1 horas. Su albedo se estima en 0,0469.